# Castellaro (San Marino)
Castellaro  is een klein dorp (curazia) in de gemeente Città di San Marino in San Marino.